# لارس كريشيان إيريكسن
لارس كريشيان إيريكسن (بالنرويجية البوكمول: Lars-Kristian Eriksen)‏ (28 يونيو 1983 بأوليسوند في النرويج - ) هو لاعب كرة قدم نرويجي في مركز الدفاع. شارك مع منتخب النرويج تحت 19 سنة لكرة القدم ومنتخب النرويج تحت 21 سنة لكرة القدم. أما مع النوادي، فقد لعب مع نادي أود ونادي ليلستروم ونادي لين.

## روابط خارجية
- لارس كريشيان إيريكسن على موقع IMDb (الإنجليزية)
- لارس كريشيان إيريكسن على موقع اتحاد النرويج (النرويجية)
- لارس كريشيان إيريكسن على موقع قاعدة بيانات كرة القدم.إي يو (الإنجليزية)
- لارس كريشيان إيريكسن على موقع Soccerway.com (الإنجليزية)